# Астраханский переулок (Орск)
Астраха́нский переу́лок — улица в Советском районе города Орска Оренбургской области. Расположена в центральной части входящего в состав города посёлка Нагорный. Названа именем города Астрахань.
Улица начала застраиваться в конце 1930-х годов. В настоящее время[какое?] на улице расположено более 20 частных жилых домов.